# Chondrula bergeri
Chondrula bergeri е вид охлюв от семейство Enidae.

## Разпространение
Видът е разпространен в Гърция.